# Parc O'Higgins
 (octobre 2019).
Si vous disposez d'ouvrages ou d'articles de référence ou si vous connaissez des sites web de qualité traitant du thème abordé ici, merci de compléter l'article en donnant les références utiles à sa vérifiabilité et en les liant à la section « Notes et références ».
Le parc O'Higgins (en espagnol : parque O'Higgins) — anciennement parc Cousiño — est un parc urbain situé dans la ville de Santiago du Chili. Il doit son nom à Bernardo O'Higgins, un des fondateurs du Chili. Le périmètre du parc est entouré d'une clôture. Il est desservi par le métro dont la station porte le nom du parc.